# Michael Stahl-David
Michael Stahl-David (Chicago, 28 ottobre 1982) è un attore statunitense.

## Biografia
Michael Stahl-David è nato a Chicago, Illinois, nel 1982 da una coppia di medici. Nel 2001 si è laureato alla Lincoln Park High School, e successivamente anche alla Columbia College. Prima del debutto cinematografico è stato un artista di graffiti. La sua prima apparizione risale al 2001 nel film New Port South, mentre nel 2007 ha fatto una comparsa in un episodio della serie televisiva Law & Order: Criminal Intent. Il successo è arrivato nel 2008 recitando come co-protagonista nel film di fantascienza Cloverfield.

## Filmografia

### Cinema
- New Port South, regia di Kyle Cooper (2001)
- Uncle Nino, regia di Robert Shallcross (2003)
- Cloverfield, regia di Matt Reeves (2008)
- The Project, regia di Ryan Piotrowicz (2008)
- Girls Against Boys, regia di Austin Chick (2012)
- The Congress, regia di Ari Folman (2013)
- In Your Eyes, regia di Brin Hill (2014)
- The Promise, regia di Terry George (2016)
- LBJ, regia di Rob Reiner (2016)

### Televisione
- Law & Order: Criminal Intent – serie TV, episodio 6x17 (2007)
- The Black Donnellys – serie TV, 13 episodi (2007)
- Numb3rs – serie TV, episodio 5x19 (2009)
- Mercy – serie TV, episodio 1x02 (2009)
- Kings – serie TV, episodi 1x04-1x06-1x12 (2009)
- My Generation – serie TV, 4 episodi (2010)
- Person of Interest – serie TV, episodi 1x12-1x14 (2012)
- Non fidarti della str**** dell'interno 23 (Don't Trust the B---- in Apartment 23) – serie TV, episodio 2x14 (2013)
- New Girl – serie TV, episodio 4x07 (2014)
- Newsreaders – serie TV, episodio 2x11 (2015)
- The Good Wife – serie TV, episodio 6x17 (2015)
- Appena in tempo per Natale (Just in Time for Christmas) - film TV (2015)
- Show Me a Hero – miniserie TV, 6 episodi (2015)
- Narcos – serie TV, 9 episodi (2017)
- The Deuce - La via del porno (The Deuce) – serie TV, 5 episodi (2018)
- Evil – serie TV, episodio 1x04 (2019)
- Chambers – serie TV, 5 episodi (2019)
- Good Sam - serie TV, 13 episodi (2022)

## Doppiatori italiani
Nelle versioni in italiano delle opere in cui ha recitato, Michael Stahl-David è stato doppiato da:
- Emiliano Coltorti in The Black Donnellys, Cloverfield, The Good Wife
- Paolo De Santis in Law & Order: Criminal Intent
- Gabriele Lopez in Person of Interest
- Patrizio Cigliano in The Congress